# Hicham Marchad
Hicham Marchad (en arabe : هشام مرشاد), né le 5 mai 1992 à Casablanca (Maroc) est un footballeur marocain évoluant dans le club du Rapide Oued Zem. Il joue au poste de milieu de terrain.

## Biographie
Hicham Marchad est formé au Racing de Casablanca en 2014 et commence sa carrière professionnelle en D2 marocaine.
Le 30 juin 2017, il signe librement au CA Khénifra en Botola Pro. Le 6 mars 2018, il marque un but splendide contre le RS Berkane (défaite, 2-1). Il dispute 24 matchs en championnat et marque cinq buts. Il termine la saison 2017-2018 à la quinzième place du championnat et voit son équipe descendre en D2 marocaine.
Le 27 juillet 2018, il signe pour un montant de 125.000 euros aux FAR de Rabat. Il y dispute 14 matchs en championnat et termine la saison à la quatorzième place du championnat marocain, évitant la descente en D2 de justesse.
Le 8 juillet 2019, il s'engage au RCA Zemamra en signant un contrat de deux ans.
Le 31 octobre 2020, il signe au Rapide Oued Zem. Le 5 décembre 2020, il inscrit son premier but avec son nouveau club lors d'un match de championnat contre le Mouloudia d'Oujda (match nul, 1-1).

## Palmarès
Racing de Casablanca
- Championnat du Maroc  D2 :
  - Vice-champion : 2016-17.